# Geghard
Geghard (în armeană Գեղարդ, literalmente „suliță”) este o mănăstire medievală aflată în provincia Kotayk a Armeniei, parțial săpată în muntele adiacent și înconjurată de stânci. Este listată de UNESCO ca loc al patrimoniului mondial.
Capela principală a fost construită în 1215, dar complexul mănăstirii a fost fondat în secolul al IV-lea către Grigore Luminătorul pe locul unui izvor dintr-o peșteră. Mănăstirea a fost astfel numită la început Ayrivank (Այրիվանք), ceea ce înseamnă „Mănăstirea din Peșteră”. Numele uzual al mănăstirii în ziua de azi, Geghard, sau, mai complet, Geghardavank (Գեղարդավանք), cu sensul de „Mănăstirea Suliței”, provine de la sulița care l-a rănit pe Isus la răstignire, despre care se spune că ar fi fost adusă în Armenia de către apostolul Iuda, numit aici Tadeul, și ținută printre multe alte obiecte de cult. Astăzi, este expusă la trezoreria Echmiadzin.
Spectaculoasele stânci abrupte din jurul mănăstirii fac parte din defileul râului Azat⁠(d), și sunt incluse, împreună cu mănăstirea, în situl din patrimoniul mondial. Unele biserici din complexul mănăstirii sunt în întregime săpate în stâncă, altele sunt doar peșteri decorate, în timp ce altele sunt structuri elaborate, cu secțiuni de zid de o arhitectură complexă și cu încăperi săpate adânc în stâncă. Împreună cu numeroasele hacikare gravate, formează un peisaj deosebit, fiind una dintre cele mai frecventate destinații turistice din Armenia.
Majoritatea vizitatorilor de la Geghard aleg și să viziteze templul păgân Garni⁠(d), situat în apropiere, în aval pe râul Azat. Vizitarea ambelor locații este atât de comună încât acestea sunt adesea denumite împreună „Garni-Geghard”.

## Istoria

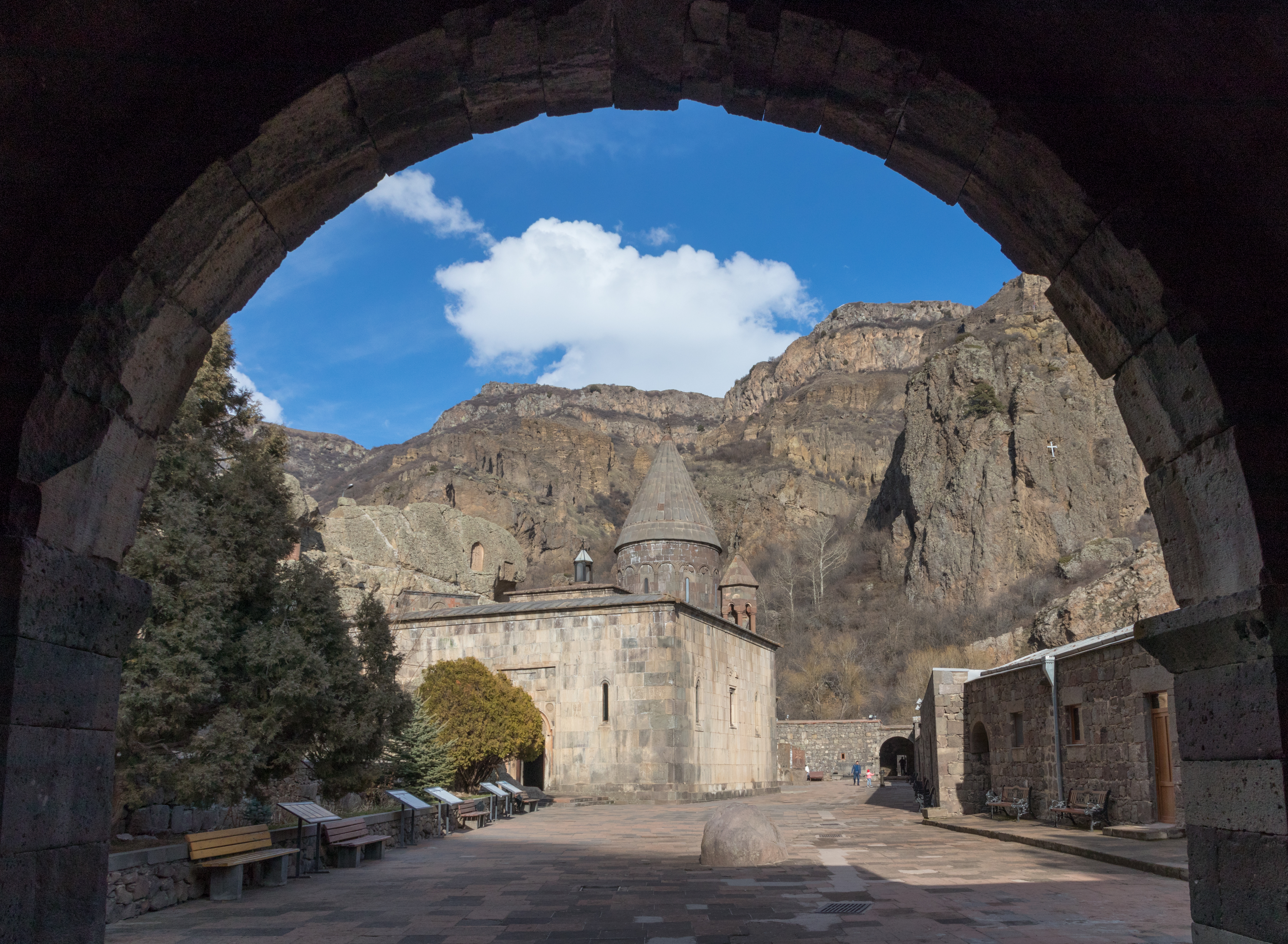
Intrarea în mănăstirea Geghard

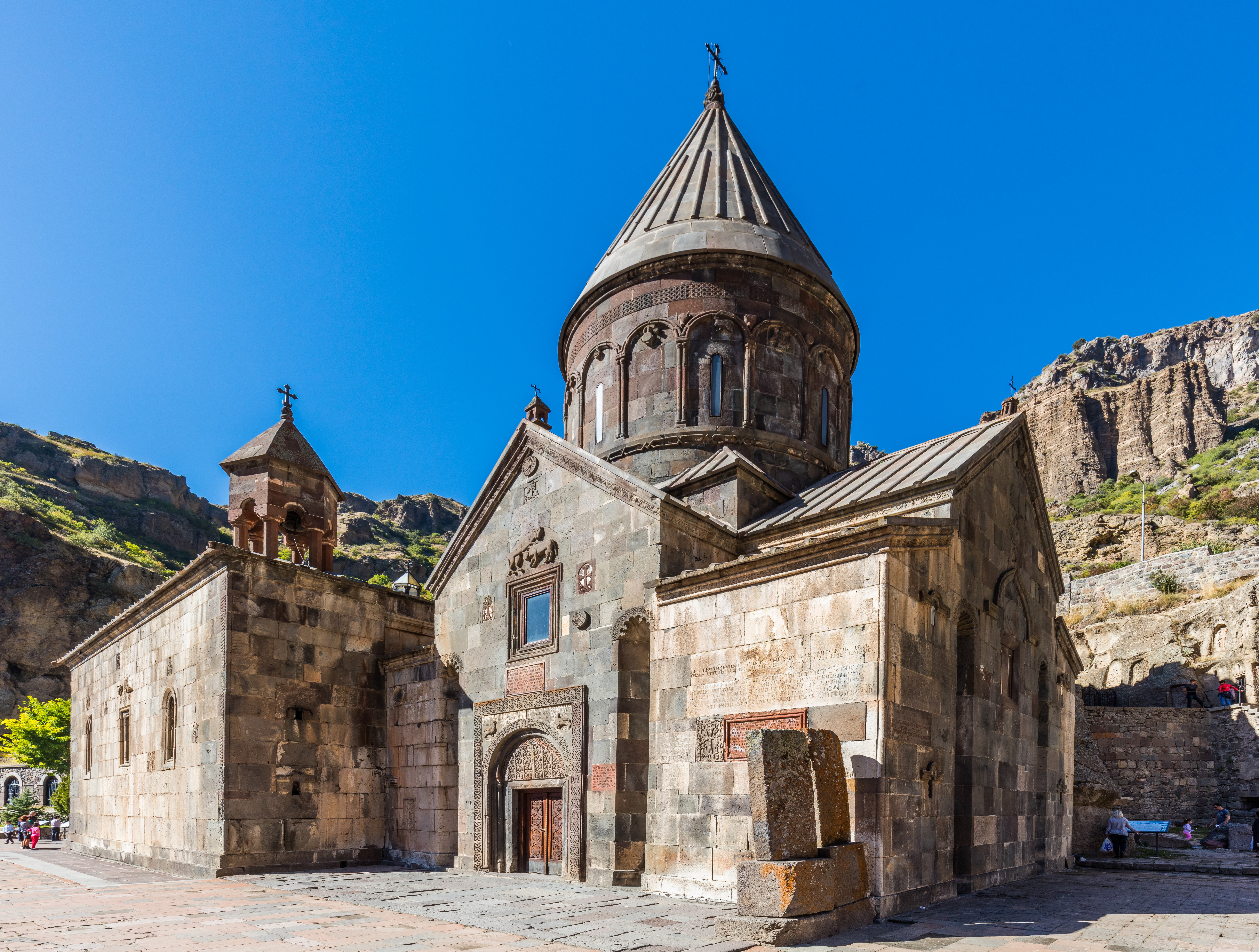
Vedere din interiorul complexului monastic

Conform tradiției, mănăstirea a fost fondată în secolul al IV-lea de către Grigore Luminătorul. Locul ales a fost cel al unui izvor dintr-o peșteră, care fusese un loc sacru în perioada precreștină, de unde și unul din numele sub care a fost cunoscută, Ayrivank (Mănăstirea din Peșteră). Prima mănăstire a fost distrusă de arabi în secolul al IX-lea.
Din structurile Ayrivankului nu s-a păstrat nimic. Potrivit istoricilor armeni ai secolelor al IV-lea, al VIII-lea și al X-lea, mănăstirea cuprindea, în afară de clădiri religioase, și instalații rezidențiale și de servicii. Ayrivank a avut mult de suferit în 923 din partea lui Nasr, un viceregent al unui calif arab din Armenia, care a jefuit-o, inclusiv de manuscrisele unicat, și a ars clădirile mănăstirii. Și cutremurele s-au soldat cu distrugeri însemnate.
Deși există inscripții datând din anii 1160, biserica principală a fost construită în 1215 sub auspiciile fraților Zakare și Ivane, generalii de reginei Tamar a Georgiei, care recuperat cea mai mare parte a Armeniei de la turci. Gavitul, parțial construit și parțial săpat în stâncă, datează dinainte de 1225, și o serie de capele săpate în piatră datează de la mijlocul secolului al XIII-lea, ca urmare a achiziționării mănăstirii de către prințul Prosh Haghbakian, vasal al Zakarienilor și fondator al principatului Proshian. Într-o perioadă scurtă, Proșianii au construit structurile rupestre care i-au adus Geghardului faima — a doua biserică rupestră, cavoul familiei cu mormintele lui Papak și Ruzukan, o sală pentru întâlniri și studii (prăbușită la mijlocul secolului al XX-lea) și numeroase chilii. Camera în cre se intră din nord-estul gavitului⁠(d) a devenit mormântul prințului Prosh Haghbakian în 1283. Camera adiacentă are sculptată în stâncă stema familiei Proshian, cu un vultur cu un miel în gheare. O scară de la vest de gavit duce la o cameră funerară sculptată în 1288 pentru Papak Proshian și soția lui, Ruzukan. Prinții Proshian au lăsat Geghardului un sistem de irigație în secolul al XIII-lea. La această dată, el era cunoscut și ca „Mănăstirea celor Șapte Biserici” și „Mănăstirea celor Patruzeci de Altare”. În jurul mănăstirii sunt peșteri și hacikare. Mănăstirea a fost apoi abandonată, biserica principală fiind utilizată ca adăpost de iernat pentru turmele nomazilor karapapaki⁠(d), până când a fost repopulată de câțiva călugări din Ejmiatsin după cucerirea rusească. Restaurat în scopuri turistice, dar acum și cu o mică prezență ecleziastică, situl este încă un important loc de pelerinaj.
Manastirea era celebră pentru obiectele sale de cult. Cel mai celebru dintre acestea a fost sulița care l-a rănit pe Hristos pe cruce, despre care se spune că a fost adusă acolo de apostolul Tadeu⁠(d), de la care provine numele actual, Geghard-avank („Mănăstirea Suliței”), atestată pentru prima dată într-un document din 1250. Aceasta a făcut-o un loc popular de pelerinaj pentru creștinii armeni de-a lungul multor secole. Moaște ale apostolilor Andrei și Ioan au fost donate în secolul al XII-lea, și unii vizitatori au făcut numeroase donații de pământuri, bani, manuscrise, etc., în secolele următoare. Într-una din chiliile de acolo a trăit, în secolul al XIII-lea, Mkhitar Ayrivanetsi⁠(d), un celebru istoric armean.
Singurul obiect artistic din Geghard care s-a păstrat este legendara sulița (geghard). Mânerul are la un capăt o placă în formă de caro la capăt, având decupată o cruce grecească cu capetele evazate. Pentru ea s-a confecționat o raclă specială în 1687, care astăzi este păstrată în muzeul mănăstirii Echmiadzin. Racla din argint aurit este un articol simplu de artizanat din Armenia secolului al XVII-lea.

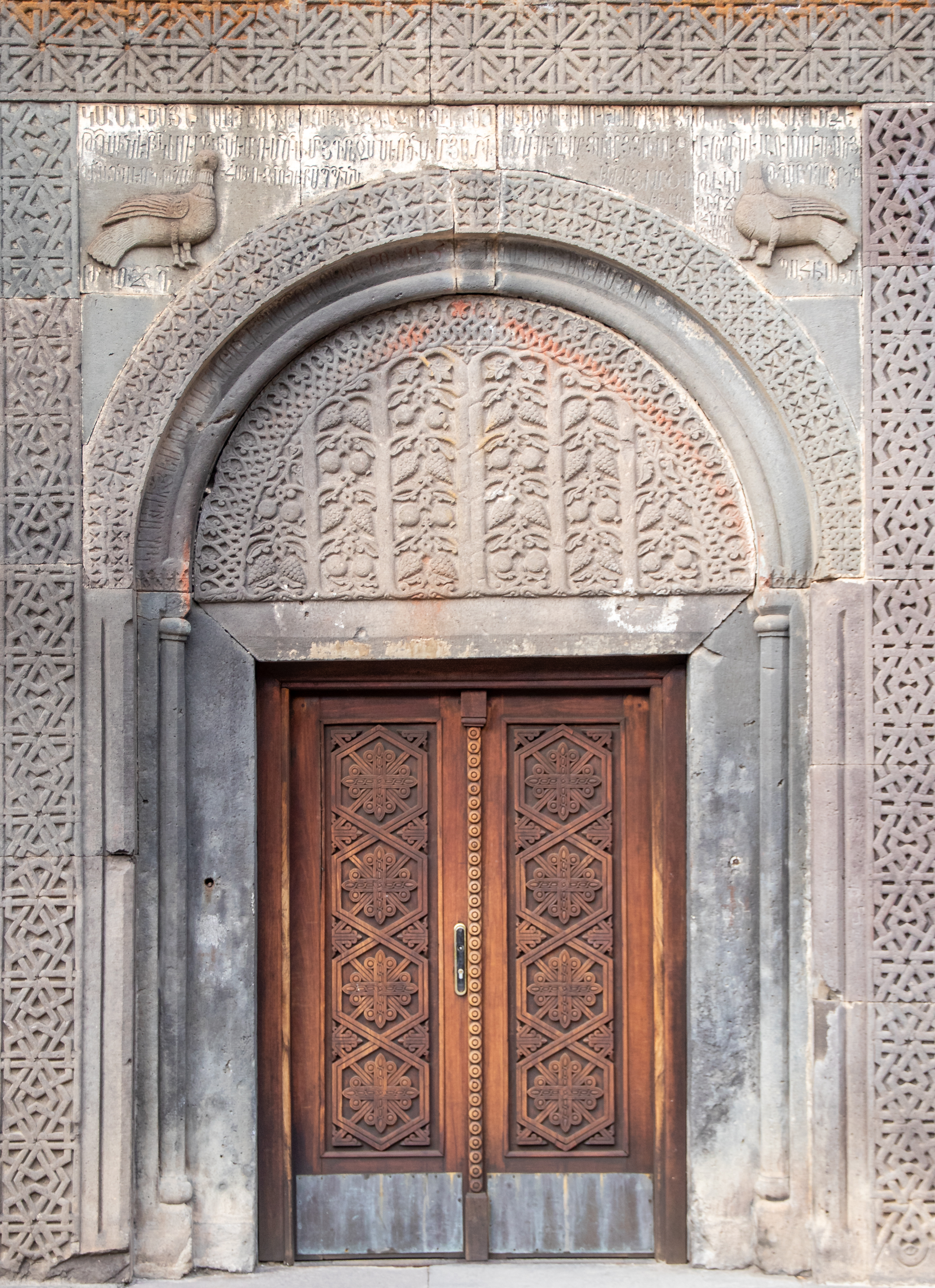
Poarta intrării în gavit.

## Complexul
Astăzi, complexul monastic este situat la capătul unui drum asfaltat, aleea care duce din parcare fiind plină de negustori care vând cozonac, fructe uscate⁠(d) (lavaș cu fructe), rahat și suveniruri.
În apropierea intrării principale, pe partea de vest sunt mici peșteri, capele, sculpturi și construcții pe deal. Chiar înainte de intrare sunt unele rafturi superficiale în stâncă pe care oamenii încearcă să arunce pietricele, din credința că astfel li se vor împlini dorințele. Imediat înăuntrul complexului sunt meterezele din secolele al XII-lea–al XIII-lea care apărau cele trei laturi ale complexului, și stâncile din spate care o apără pe a patra. Intrarea secundară se află în est din est, și lângă ea este o masă pentru sacrificii animale rituale (matagh), și un pod peste pârâu.
Clădirile de locuit și de serviciu, cu unul sau două etaje, situate în perimetrul curții mănăstirii au fost reconstruite repetat, uneori, din temelii, cum s-a întâmplat în secolul al XVII-lea și în anii 1968–1971. Se știe că majoritatea călugărilor trăiau în chiliile săpate în stâncă de lângă incinta principală, care s-au păstrat, împreună cu unele oratorii simple. Suprafața stâncii prezintă cruci elaborate (hacikare) sculptate în relief.
Peste douăzeci de spații, diferite ca formă și mărime, au fost sculptate, la diferite niveluri, în masivele de stâncă solidă din jurul principalelor structuri rupestre. Cele din partea de vest a complexului erau pentru servicii, iar restul erau mici capele dreptunghiulare absidă semicirculară și altar. Există capele duble și triple capele, cu o singură intrare, unele dintre intrări fiind ornate cu inscripții gravate.
Sunt multe hacikare, adesea bogat decorate, sculptate în suprafața stâncii și pe pereții structurilor, sau ridicate în incinta Geghardului în memoria unui decedat sau pentru a comemora o donație adusă mănăstirii.

### Capela Katoghike
Deși există inscripții datând din anii 1160, biserica principală a fost construită în 1215 de frații Zakare și Ivane (din familia Zakarid⁠(d)), generali ai reginei Tamar a Georgiei, care a cucerit mare parte din Armenia de la turci. Aceasta este principala biserică a complexului, una tradițională în cele mai multe privințe. Planul formează o cruce cu brațele egale, înscrisă într-un pătrat și acoperită cu o cupolă pe bază pătrată. În colțuri, se află capele cu două etaje și acoperiș boltit, cu trepte care ies din perete. Pereții interni au multe inscripții ce consemnează donații.
Fațada sudică a capelei Katoghike are un portal cu sculpturi fine. Timpanul⁠(d) este decorat cu o reprezentare a unor arbori cu rodii agățate de ramuri, și cu frunze împletite cu struguri. Imagini de porumbei sunt plasate între arc și cadrul exterior; capetele porumbeilor sunt întoarse spre axa portalului. Deasupra portalului este sculptat un leu care atacă un taur, simbolizând puterea prințului.
Vârful arcuit al tamburului cupolei are reliefuri complexe cu păsări, măști umane, capete de animale, diverse rozete și vase.

### Sacristia,gavitul

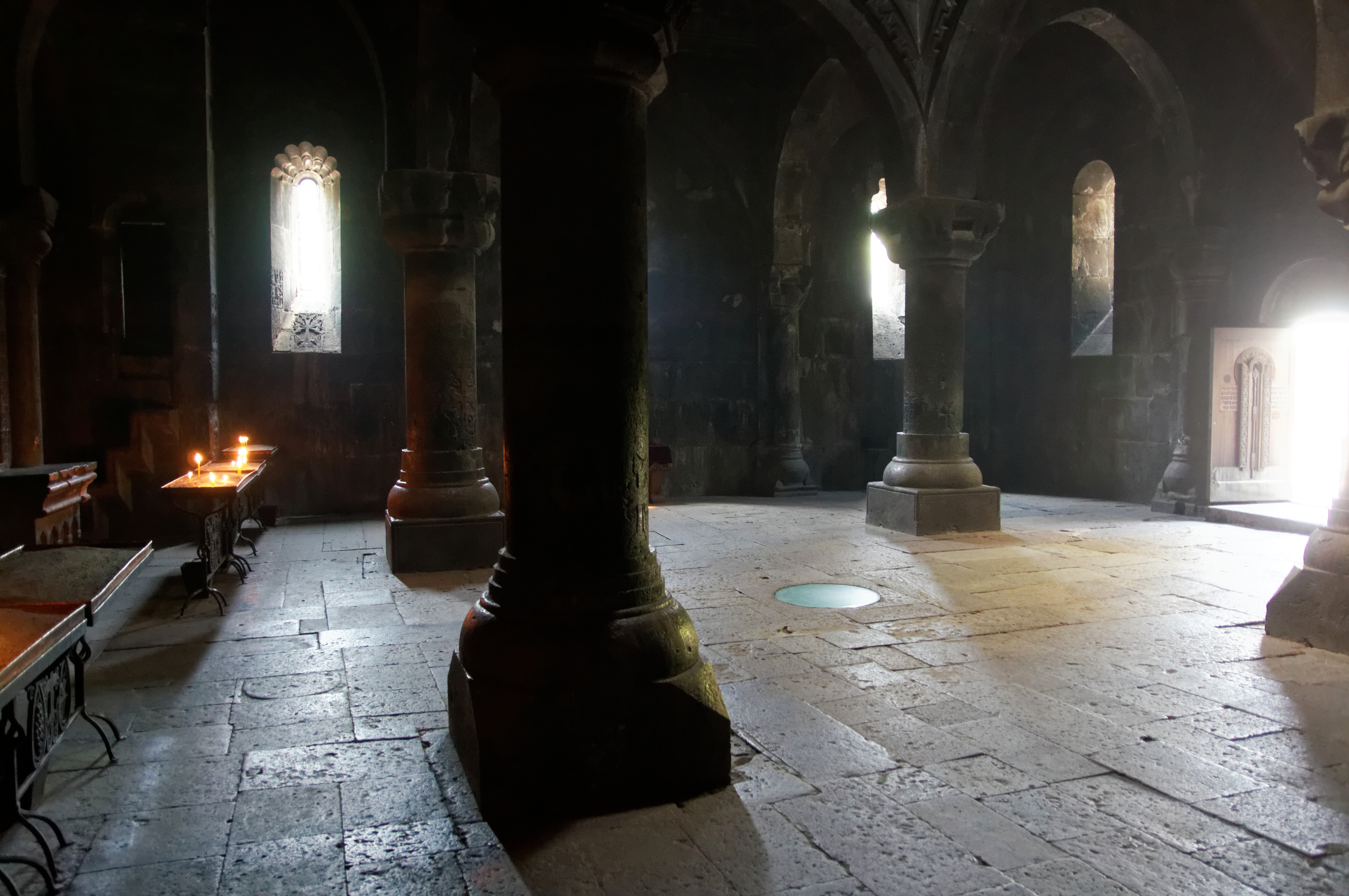
Gavitul de la Geghard

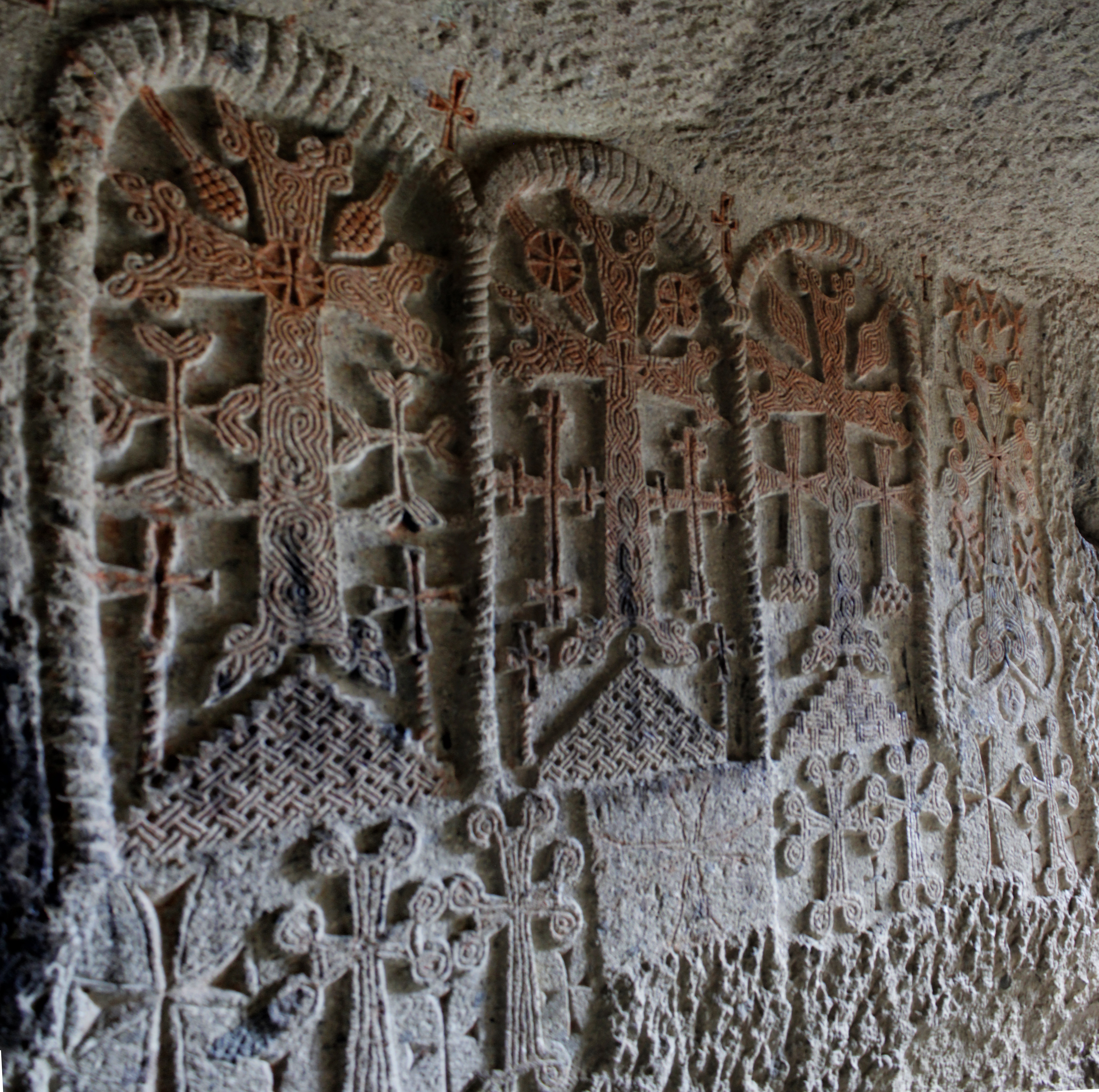
Cruci gravate pe peretele bisericii rupestre a mănăstirii Geghard.

La vest de biserica principală se află o sacristie lipită de stâncă, în armeană gavit⁠(d) (un fel de pronaos⁠(d)), construită între 1215 și 1225, legată de biserica principală.
Patru coloane masive din centru susțin un acoperiș de piatră cu o gaură în mijloc prin care intră lumina. Spațiile periferice care rezultă din amplasarea coloanelor au acoperișuri diferite, în timp ce spațiul central este încununat cu un dom cu stalactite, cel mai bun exemplu al acestei tehnici din toată Armenia. Gavitul⁠(d) a fost utilizat pentru lecții și întâlniri, precum și pentru primirea pelerinilor și vizitatorilor.
Portalul de vest diferă de alte portaluri din acele vremuri, prin tocurile ușilor decorate cu un model floral. Ornamentația de pe timpanul este format din flori mari, cu petale de diferite forme în împletite din ramuri și frunze alungite.

### Biserica ruperstră cu izvorul
Prima cameră a peșterii, Avazan (bazinul), situat la nord-vest de sacristie, a fost săpată în anii 1240 într-o fostă peșteră cu izvor (un loc de cult în vremurile păgâne).
Acesta este în întregime săpată în stâncă și are un plan cruciform cu brațe egale. Interiorul este căptușit cu două arce cu o cupolă centrală cu stalactite. O inscripție consemnează că ea este opera arhitectului Galdzak, care a construit și cealaltă biserică rupestră în decurs de circa patruzeci de ani. Numele său este înscris la baza cortului decorat cu reliefuri de rodii.
Spațiul dreptunghiular principal al bisericii este acoperit cu un cort și complicat cu o absidă a altarului și două nișe adânci, care a dat de interior incomplet cross-cupola de forma. Două perechi de arce care se intersectează, formând baza cortului, se sprijină pe semicoloanele pereților. La fel ca în sacristie, suprafața interioară a cortului este cioplită în forma stalactitelor care decorează și capitelurile semicoloanelor și absida altarului. Pe peretele de sud sunt sculptate mici triple arcuri cu cochilii de diferite forme, legată sus și jos printr-un ornament floral sculptat.

### Jamatunul
Cavoul⁠(d) familiei Proshian și a doua biserică rupestră a lui Astvatsatsin situată la est de Avazan, au fost cioplite în 1283, probabil de același Galdzak. Și la acestea se ajunge tot prin intermediul gavitului. Jamatunul este o cameră aproape pătrată tăiată în stâncă, cu reliefuri adânc sculptate în pereți. Pe peretele nordic se află un relief destul de primitiv, mai sus de arcade. În centru, se află un cap de berbec cu un lanț în fălci; lanțul este înfășurat în jurul gâtului a doi lei, cu capul întors spre privitor. În locul părului din vârful cozii sunt capetele unor dragoni ce privesc în sus — imagini simbolice care fac aluzie la vremurile păgâne. Între lei și sub lanțuri, este un vultur cu aripile pe jumătate desfăcute și cu un miel în gheare. Aceasta este probabil stema de prinților Proshian.
Reliefurile de pe peretele estic sunt nu mai puțin pitorești. Intrările într-o capelă mică și în biserica Astvatsatsin au platbande  dreptunghiulare legate prin două cruci în relief. Pe portalurile capelei sunt sculptate sunt sirene (păsări fantastice cu capete încoronate de femei) și pe pereții bisericii apar figuri umane cu coatele îndoite, purtând haine lungi și cu aureole în jurul capetelor. Aceștia sunt probabil membri ai familiei princiare care le-au construit. În podea sunt mormintele.

### Biserica rupestră de dincolo dejamatun
Mormântul rupestru oferă acces la a doua biserică rupestră. Această biserică este cunoscută dintr-o inscripție construită în 1283, donație a prințului Prosh. Este în formă de cruce în plan. Colțurile sunt curbate și tamburul este căptușit cu semicoloane alternante cu ferestre oarbe. Cupola este decorată cu o deschidere circulară în centru. Pereții au decoruri în relief reprezentând animale, războinici, cruci și motive florale.
În afară de stalactitele în formă de trifoi, decorațiunile bisericii Astvatsatsin prezintă ornamente de rozete și diverse figuri geometrice. Peretele frontal al altarului este decorat cu un model de pătrate și carouri. O reprezentare realistă a unei capre se află în fundul scării altarului. Figuri de oameni se găsesc pe un hacikar rămas din absida altarului. Omul cu un toiag în mâna dreaptă și cu aceeași atitudine ca figurile de pe portal ar putea fi prințul Prosh, un ctitor al bisericii. O altă figură, care ține o suliță în mâna stângă, îndreptată în jos, și suflând într-un corn ridicat, este reprezentată aproape în profil.

### Jamatunul superior
Jamatunurile lui Papak și al Ruzukanei au fost săpate în 1288 pe un al doilea nivel, la nord de cavoul Proshianilor, printr-o scară exterioară (lângă ușa gavitului). Și el este săpat în piatră, cu o formă ce reproduce un gavit. Acesta conține mormintele prinților Merik și Grigor, și se știe că au mai fost acolo și altele, acum dispărute. O inscripție arată că au fost finalizate în 1288.
Pe latura sudică a coridorului care conduce la acest jamatun, sunt săpate numeroase cruci. Coloanele cioplite în stâncă solidă se sprijină arcade semicirculare destul de joase, montate în cadre trapeziforme care, formând un pătrat în plan, servesc drept fundație pentru cupola sferică de deasupra lor, cu o deschidere pentru lumină la apogeu. O gaură din colțul din dreapta-spate oferă o vedere asupra mormântului de jos.

### Capela Sf. Grigor
Capela Sf. Grigorie Luminătorul (fosta Capelă a Maicii Domnului - St Astvatzatzin), construită înainte de 1177, se află deasupra drumului, la o sută de metri distanță de intrarea în mănăstire. Este parțial săpată în rocă masivă; compoziția sa este, după toate probabilitățile, în mare măsură influențată de forma peșterii care a existat acolo. Capela, dreptunghiulară în plan și având o absidă în formă de potcoavă, se învecinează, la est și la nord-est, cu pasaje și anexe săpate la diferite niveluri și chiar una peste alta.
Urme de ipsos cu resturi de fresce întunecate indică locurile unde erau picturi murale în interiorul capelei. Hacikarele cu diverse ornamente sunt introduse în pereții exteriori și săpate în suprafețele de stâncă adiacente.